# Stenomicra cogani
Stenomicra cogani is een vliegensoort uit de familie van de Periscelididae. De wetenschappelijke naam van de soort is voor het eerst geldig gepubliceerd in 1982 door Irwin.